# Jinshandian (köpinghuvudort i Kina, Hubei Sheng, lat 30,14, long 114,86)
Jinshandian är en köpinghuvudort i Kina. Den ligger i provinsen Hubei, i den centrala delen av landet, omkring 74 kilometer sydost om provinshuvudstaden Wuhan. Antalet invånare är 42 966. Befolkningen består av 19 767 kvinnor och 23 199 män. Barn under 15 år utgör 16,0 %, vuxna 15-64 år 73 %, och äldre över 65 år 10,0 %.
Runt Jinshandian är det tätbefolkat, med 636 invånare per kvadratkilometer. Närmaste större samhälle är Majiao, 10,8 km sydost om Jinshandian. Trakten runt Jinshandian består till största delen av jordbruksmark.
Genomsnittlig årsnederbörd är 1 805 millimeter. Den regnigaste månaden är maj, med i genomsnitt 269 mm nederbörd, och den torraste är december, med 35 mm nederbörd.